# 三氯化钕
三氯化钕，也称氯化钕，是钕和氯两种元素组成的化合物，化学式为NdCl3。无水三氯化钕是为淡紫色固体，置于空气中会迅速吸水，变成紫色的水合物NdCl3·6H2O。三氯化钕是通过一种复杂的多级提取工艺从矿物独居石和氟碳铈矿里提炼出来的。这种氯化物有多种重要应用，比如生产金属钕和金属钕基激光和光导纤维的化学中间体，其他应用包括有机合成和分解废水污染物的催化剂、铝及其合金的腐蚀防护剂、有机分子（DNA）荧光标记物。

## 外观

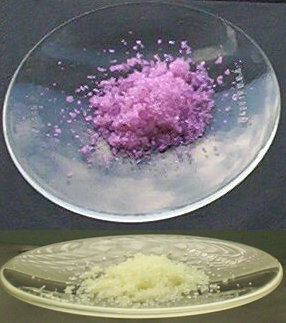
阳光下（上图）和荧光下（下图）的NdCl_{3}

NdCl3是一种淡紫色易潮解固体，吸收水蒸汽后变为紫色。生成的水合物像其他钕盐一样，在荧光下呈现不同的颜色，对于氯盐，呈现浅黄色（见图）。颜色的变化最可能的成因是Nd3+通过电荷转移跃迁变成Nd2+，Nd3+的橙光吸收带减弱，Nd2+的绿光吸收增强，产生了黄光。

## 结构

### 固体
无水NdCl3为Nd九配位三帽三棱柱配位构型，具有类似UCl3的六方晶系晶体结构。六方晶系结构常见于镧系元素和锕系元素的卤化物，如LaCl3、LaBr3、SmCl3、PrCl3、EuCl3、CeCl3、CeBr3、GdCl3、AmCl3和TbCl3，但是YbCl3和LuCl3例外。

### 溶液
三氯化钕在溶液中的结构与溶剂密切相关，在水溶液中，主要成分是[Nd(H2O)8]3+，大部分稀土元素的氯化物和溴化物都有类似情况。甲醇溶液中的主要成分是[NdCl2(CH3OH)6]+，在盐酸溶液中，成分是[NdCl(H2O)7]2+。各种情况下，钕均为八面體配位。

## 性质
NdCl3为软顺磁性固体，奈尔温度低至0.5 K，即温度低于0.5 K时，NdCl3变为铁磁性固体。NdCl3电导率为 240 S/m，热容为~100 J/(mol·K)。 NdCl3易溶于水和乙醇，不易溶于氯仿和乙醚。 NdCl3和金属Nd加热到650 °C，发生氧化还原反应，生成NdCl2：
2 NdCl3 + Nd → 3 NdCl2
将NdCl3与水或二氧化硅共热可生成氯氧化钕NdOCl:
NdCl3 + H2O → NdOCl + 2 HCl
2 NdCl3 + SiO2 → 2 NdOCl + SiCl4
NdCl3与硫化氢在约1100 °C的高温下反应，生成硫化釹Nd2S3:
2 NdCl3 + 3 H2S → 2 Nd2S3 + 6 HCl
NdCl3在高温下与氨气或磷化氢反应，分别生成氮化钕NdN和磷化钕NdP:
NdCl3 + NH3 → NdN + 3 HCl
NdCl3 + PH3 → NdP + 3 HCl
NdCl3与氢氟酸反应，生成氟化钕NdF3:
NdCl3 + 3 HF → NdF3 + 3 HCl

## 制备

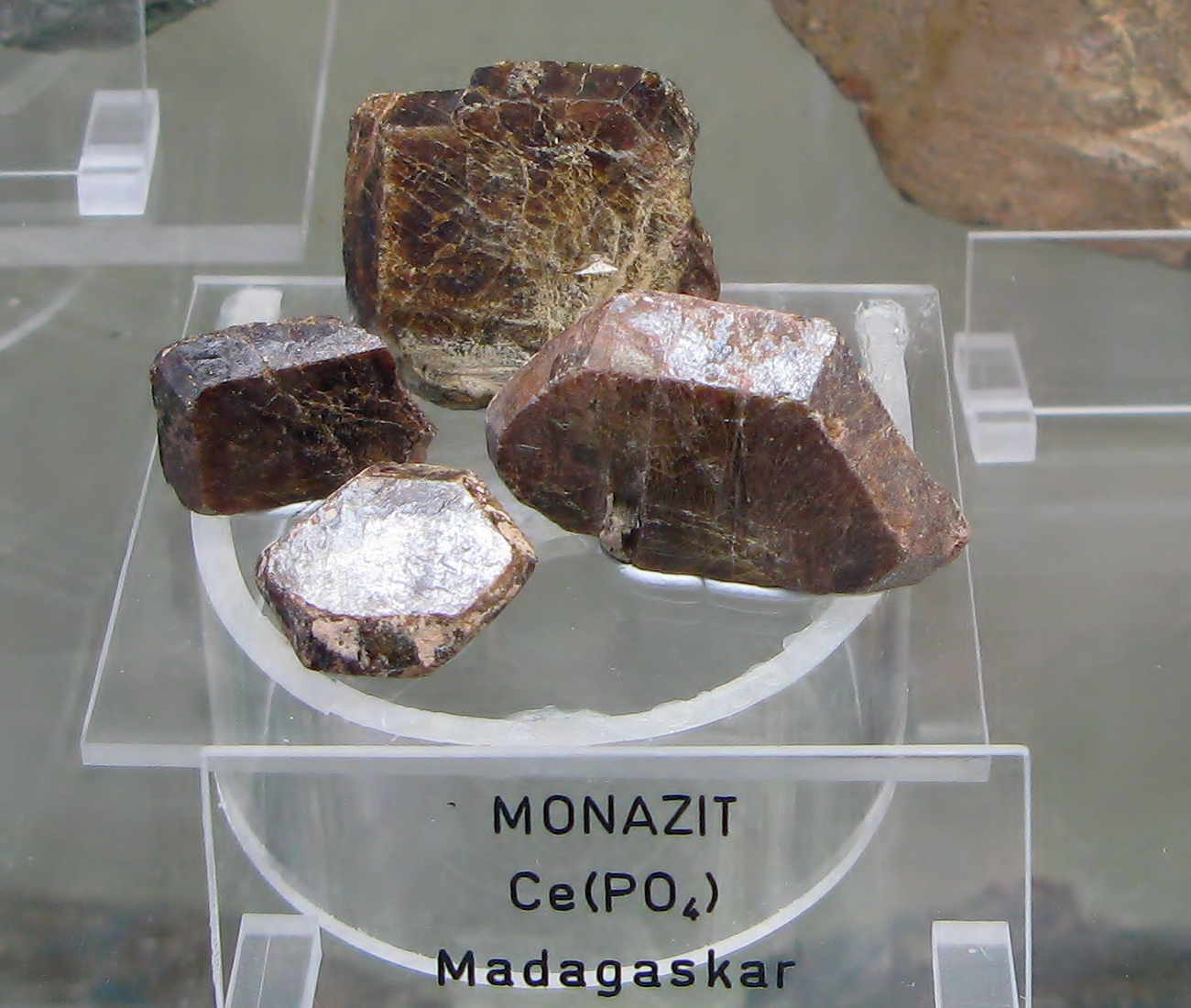
独居石

NdCl3可以从矿物独居石和氟碳铈矿制得。制备过程非常复杂，因为地壳中钕元素的丰度很低，约38mg/kg，并且钕元素很难从镧系元素分离出来。由于矿物中钕元素比其他镧系元素含量高，质量分数高达16%，在镧系元素中居第三位，仅列铈和镧之后，因此制得钕的过程比其他镧系元素来得容易。NdCl3工业制备过程简介如下：
将矿石磨碎之后，用热的浓硫酸处理，生成水溶性的稀土硫酸盐。酸性滤液用氢氧化钠部分中和至pH值为3-4。钍元素以氢氧化物的形式沉淀出来并去除，剩余的溶液以草酸铵处理，将稀土转化成不溶的草酸盐。退火之后，草酸盐变成氧化物。将氧化物溶于硝酸，这样可除去一些主要成分铈，因为铈的氧化物（主要为二氧化铈）不溶于硝酸。通过離子交換法，氧化釹从其他稀土元素的氧化物分离出来。此过程中，稀土离子与树脂中的氢离子、铵离子和铜离子交换，吸附到树脂上。然后用合适的络合剂，如柠檬酸铵和次氮基三乙酸盐，将稀土离子选择性地洗出。  
以上过程正常情况下得到产物Nd2O3，这一氧化物难以转化成技术上所需的金属钕。因此，用盐酸或氯化铵处理这一氧化物，生成较不稳定的NdCl3：
Nd2O3 + 6 NH4Cl → 2 NdCl3 + 3 H2O + 6 NH3
产物NdCl3迅速吸水，变成可以稳定储存的水合物NdCl3·6H2O，并且必要时可以变回NdCl3。简单加热NdCl3·6H2O不能得到NdCl3，因为会发生水解，生成Nd2O3。因此，需要特别的方法得到无水NdCl3，一个方法是在高真空环境下将NdCl3·6H2O与4-6当量的氯化铵缓慢升温到400 °C，另一方法是，与过量氯化亚砜一起加热数个小时。
NdCl3还可以由金属钕与盐酸或氯反应制备，但是金属钕成本很高，因此这一方法不够经济，只能用于实验室研究。制备完成之后，产物在高真空高温下升华提纯。

## 应用

### 制备金属钕

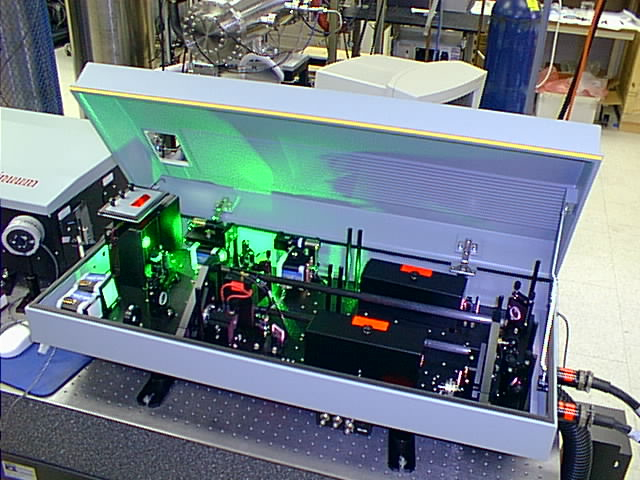
Nd:YAG激光器发出波长为532nm倍频绿光

氯化钕是制备金属钕的起始化合物。在真空或氩气气氛下，NdCl3与氯化铵或氟化铵和氢氟酸一起加热，或与碱金属或碱土金属加热到300-400°C，可得金属钕
NdCl3 + 3 Li → Nd + 3 LiCl
另一个制备方法是在约700°C的温度下，电解无水NdCl3与NaCl或KCl组成的熔融混合物。

### 激光和光纤放大器
NdCl3本身冷发光性能不强，但是它可以为Nd:YAG激光和掺钕光纤放大器等各种发光材料提供Nd3+离子。Nd-YAG激光器发射波长为1.064微米的红外光，是最常见的固体激光器（即工作物质为固体的激光器）。这些发光材料中用NdCl3而不是金属钕或其氧化物的原因是，加工光纤时化学气相沉积工艺中NdCl3易于沉积，化学气相沉积是光纤生长中广泛使用的工艺。 
三氯化钕不仅用作传统的石英光纤的掺杂剂，还用作塑料光纤（聚酰亚胺、聚乙烯等）的掺杂剂。NdCl3还用作红外有机发光二极管的添加剂。除此之外，掺钕薄膜不仅能用作LED，还能做滤光片，改善LED的发射光谱。
利用NdCl3（和其他稀土盐）在各种溶剂中的溶解性，可制造一种新型的稀土激光器，这种激光器的工作物质不是固体而是液体，液体中的Nd3+离子可由以下反应制备:
SnCl4 + 2 SeOCl2 → SnCl62− + 2 SeOCl+
SbCl5 + SeOCl2 → SbCl62− + SeOCl+
3 SeOCl+ + NdCl3 → Nd3+(solv) + 3 SeOCl2,
其中，Nd3+其实是溶剂化离子，被几个氧氯化硒包围的球，即[Nd(SeOCl2)m]3+。这一方法制备的液体激光材料同样发生波长为1.064微米的红外光，具有高增益和单色性强等性质，性质更类似晶体钕激光器的特点，而非玻璃钕激光器的特点。这样的液体激光器的量子效率是传统Nd:YAG激光器的0.75倍。

### 催化剂
NdCl3与其他有机物如三乙基铝或2-丙醇等结合可用作齐格勒-纳塔催化剂，加快各种二烯烃的聚合反应，产物包括通用合成橡胶，如聚丁烯、顺丁橡胶和聚异戊二烯。 
三氯化钕还用于二氧化钛改性。二氧化钛是最常见的无机光催化剂，可用于催化分解废水污染物如苯酚和各种染料。二氧化钛的催化反应必须用紫外光触发。而如果二氧化钛修饰上NdCl3，在日光等可见光下也可以有催化功能。NdCl3改性的二氧化钛可通过化学共沉淀-胶溶方法从TiCl4和NdCl3混合物的水溶液制备。这一工艺在商业上用在光催化自清洁涂料的1000升规模的反应器上。

### 防腐蚀
据文献报道，铝或铝合金表面涂上三氯化钕，放置于NaCl溶液中两个月，不见一点腐蚀痕迹。这种防腐涂层可以将铝或铝合金浸没于NdCl3水溶液数周制得，或者在NdCl3水溶液中电镀制得。与铬等传统阻蚀剂相比，NdCl3和其他稀土盐对环境更友好，对人类和动物毒性更低。
NdCl3在铝合金表面生成了不溶的氢氧化钕，因此对铝合金有保护作用。NdCl3作为一种氯化物，本身是一种腐蚀剂，有时用以做陶瓷材料腐蚀试验。

### 标记有机分子
包括钕在内的镧系元素有强的发光性能，广泛用作荧光标记物。DNA等有机分子被NdCl3标记后，非常易于在荧光显微镜下示踪。

## 毒性
三氯化钕对人和动物没有明显毒性，其毒性与食盐相差不大。三氯化钕对动物的半数致死量LD50 (能杀死一半试验样品的剂量)为3.7 g每千克体重（小鼠口服），或0.15 g/kg（兔，静脉注射）。连续24小时接触500毫克，对皮肤有轻微刺激（兔眼刺激试验）。LD50大于2 g/kg可认为无毒。